# Aeroporto di Nizza Costa Azzurra
L'Aeroporto di Nizza Costa Azzurra (IATA: NCE, ICAO: LFMN), (in francese: Aéroport de Nice Côte d'Azur) è un aeroporto francese situato nella città di Nizza, nel dipartimento delle Alpi Marittime.

## Strategia
L'aeroporto di Nizza è il terzo aeroporto francese per traffico passeggeri, dopo Parigi-Charles de Gaulle e Parigi-Orly riuniti nell'entità Groupe ADP e prima di Lione-Saint-Exupéry, è il 35º aeroporto europeo (2007).
L'Aeroporto di Nizza, serve tutta la Costa Azzurra da Cannes a Mentone, i dipartimenti Alpi dell'Alta Provenza e Varo, ed infine il Principato di Monaco, dato che nel paese si trova solamente un Eliporto, ovvero l'Eliporto di Monaco - Montecarlo. L'Aeroporto di Nizza inoltre ha valenza transnazionale visto che la Provincia di Imperia e la Provincia di Savona in Italia fanno riferimento ad esso.
Questo grafico non è disponibile a causa di un problema tecnico.
Si prega di non rimuoverlo.
Vedi la query Wikidata di origine.

## Dati tecnici
L'aeroporto copre un'area di più di 3,7 km².
- 2,7 km² sono coperti dalle due piste
- 1,0 km² sono coperti dai terminal

Capacità teorica
- 13 milioni di passeggeri
- 52 movimenti/ora (26 landings)

Terminal 1
- 52.000 m² (nazionali, Schengen e non-Schengen)
- 6 manicotti d'imbarco
- 25 gate
- Capacità: 4,5 milioni di passeggeri

Terminal 2
- 57.800 m² (nazionali, Schengen e non-Schengen)
- 12 manicotti d'imbarco
- 27 gate
- Capacità: 8,5 milioni di passeggeri

Terminal Cargo
- Capacità: 30.000 tonnellate/anno